# Свобода, Михаэль
Михаэль Свобода (нем. Michael Svoboda; род. 15 октября 1998, Вена) — австрийский футболист, защитник клуба «Венеция» и сборной Австрии.

## Клубная карьера
Свобода начал профессиональную карьеру в клубах «Швехат» и «Штадлау». Летом 2018 года Михаэль перешёл в «Тироль». 28 июля в матче против «Лафница» он дебютировал во Второй австрийской Бундеслиге. 5 октября в поединке против дублёров «Аустрии» Михаэль забил свой первый гол за «Тироль». По итогам сезона Свобода помог клубу выйти в элиту. 27 июля 2019 года в матче против венской «Аустрии» он дебютировал в австрийской Бундеслиге.
В 2020 года Свобода перешёл в итальянскую «Венецию», подписав контракт на 3 года. 14 ноября в матче против «Виртус Энтелла» он дебютировал в итальянской Серии B. 4 января 2021 года в поединке против «Пизы» Михаэль забил свой первый гол за «Венецию». По итогам сезона Свобода помог клубу выйти в элиту. 22 августа в матче против «Наполи» он дебютировал в итальянской Серии A. По итогам сезона клуб вылетел из элиты, но игрок остался в клубе.